# Ramal de Mora
O Ramal de Mora, conhecido originalmente como Linha de Ponte de Sor e Linha de Mora, foi um caminho de ferro português extinto em 1990, com cerca de 60 km de extensão, que ligava a cidade de Évora à vila de Mora, servindo várias povoações dos concelhos de Évora, Arraiolos e Mora. O primeiro troço, até Estação de Arraiolos, entrou ao serviço em 1907, tendo a linha sido concluída até Mora em 1908.

## Caracterização

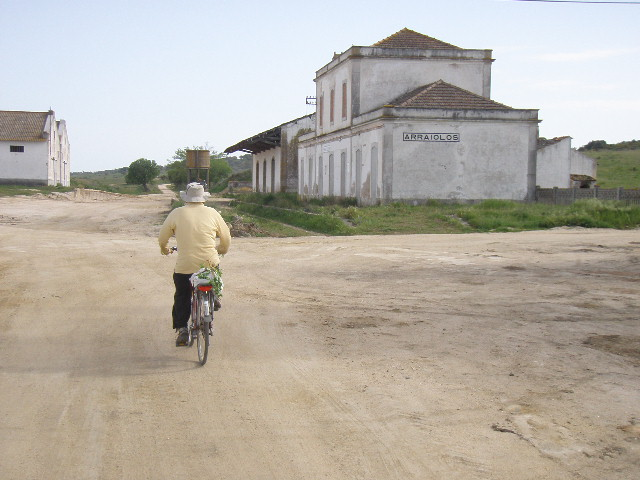
Antiga Estação de Arraiolos, atualmente desativada.

### Traçado
O Ramal de Mora tinha cerca de 60 Km de extensão.

#### Troço entre Évora e Arraiolos

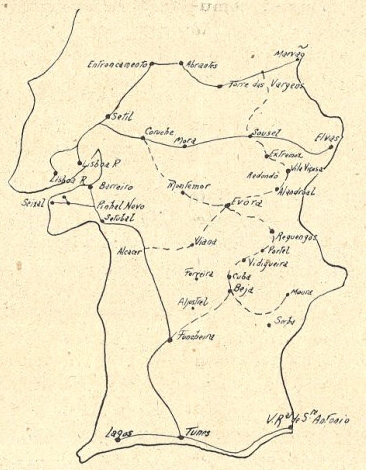
A proposta de Rumball para a Linha do Leste seguia o vale do Sorraia, passando por Mora.

Segundo os planos de 1903, a linha iniciava-se na via de resguardo da Estação de Évora, ao quilómetro 116,570 da Linha de Évora, circulando em via dupla, com a Linha de Évora, até ao quilómetro 117,300; ainda se ponderou em fazer o ponto de início em plena via, no troço entre Évora e Estremoz, mas dessa forma seria indispensável a instalação de um equipamento de mudança de via, com um guarda agulha e um posto telegráfico, pelo que se decidiu fazer a linha sair da via de resguardo da Estação de Évora, embora este traçado obrigasse à realização de mais terraplanagens e de expropriações. Após deixar a Linha de Évora, a via deveria curvar para a esquerda, de forma a cruzar a Estrada Nacional 69 e uma estrada municipal adjacente, a pouco mais de 2 km de percurso. Junto a este local, seria instalado um apeadeiro, de forma a servir os viajantes entre a cidade e a zona das quintas. Entre os quilómetros 2,0 e 3,4, a linha segue em recta, curvando, a partir daquele ponto, para a direita, seguindo a estrada para as quintas até junto do quilómetro 6,0. Separa-se da estrada naquele local, e circula, num troço de pequenos alinhamentos e curvas de raio superior a 400 metros, até chegar, no quilómetro 11,6, à portela de divisão das bacias hidrográficas do Tejo e do Sado. A seguir, começa a descer para o vale do Divor, que tem de transpor, chegando pouco depois a Arraiolos.

## História

### Antecedentes

#### Linha do Leste
Na década de 1850, iniciaram-se os estudos para a Linha do Leste, que teria como objectivo ligar Lisboa a Badajoz, o primeiro dos 3 traçados apresentados postulava a passagem do Tejo no Carregado, e a passagem pelas proximidades de Benavente, Coruche, Mora, Estremoz e Elvas. Esta solução foi inicialmente preferida pelo engenheiro Thomaz Rumball, que tinha sido encarregado dos trabalhos de campo pela Companhia Central e Peninsular dos Caminhos de Ferro em Portugal; tendo sido, no entanto, posteriormente preterida em relação ao traçado que apresentava um tronco comum com futura linha para a cidade do Porto, permitindo, desta forma, uma considerável redução nas despesas de construção.

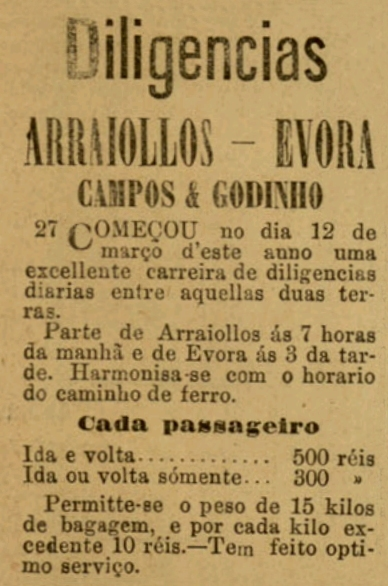
Publicidade de 1881 para diligências entre Arraiolos e Évora, onde se ligava aos comboios.

#### Linha de Évora
O Ramal de Évora do Caminho de Ferro do Sul (posteriormente denominado de Linha do Sul e Linha do Alentejo) foi concluído em 14 de Setembro de 1863, com a chegada a Évora; em 21 de Abril do ano seguinte, o governo contratou a Companhia dos Caminhos de Ferro do Sueste, que tinha construído esta ligação, para continuar a Linha de Évora até ao Crato, na Linha do Leste, uma vez que esta linha tinha acesso directo à rede ferroviária espanhola, em Badajoz.
No entanto, o projecto original para a continuação da Linha de Évora passava por Estremoz, traçado que apresentava dois graves problemas: passaria muito próxima da fronteira, situação que foi criticada pelas autoridades militares por a considerarem prejudicial à defesa do país, e ficaria em grande parte dentro da zona tributária da Linha do Leste. Devido a problemas financeiros, a Companhia do Sueste não pôde continuar os projectos ferroviários contratados, pelo que o governo assumiu, após vários concursos sem resultados, as obras naqueles troços.
Em 5 de Agosto de 1877, a ideia de ligar Estremoz à Linha do Leste foi retomada, como parte dos estudos sobre os caminhos de ferro, realizados por uma comissão da Associação dos Engenheiros Civis Portugueses; estes resultados foram largamente debatidos, tendo-se chegado à conclusão que seria necessário ligar Casa Branca à Linha do Leste, passando por Estremoz. Em Setembro de 1878, o engenheiro e inspector de obras públicas João Crisóstomo de Abreu e Sousa publicou um relatório, no qual se apresentava uma linha entre Bragança e Beja, passando pela foz do Rio Sabor, Guarda, Castelo Branco, Vila Velha de Ródão, Ponte de Sor ou Crato, Estremoz, e Évora.

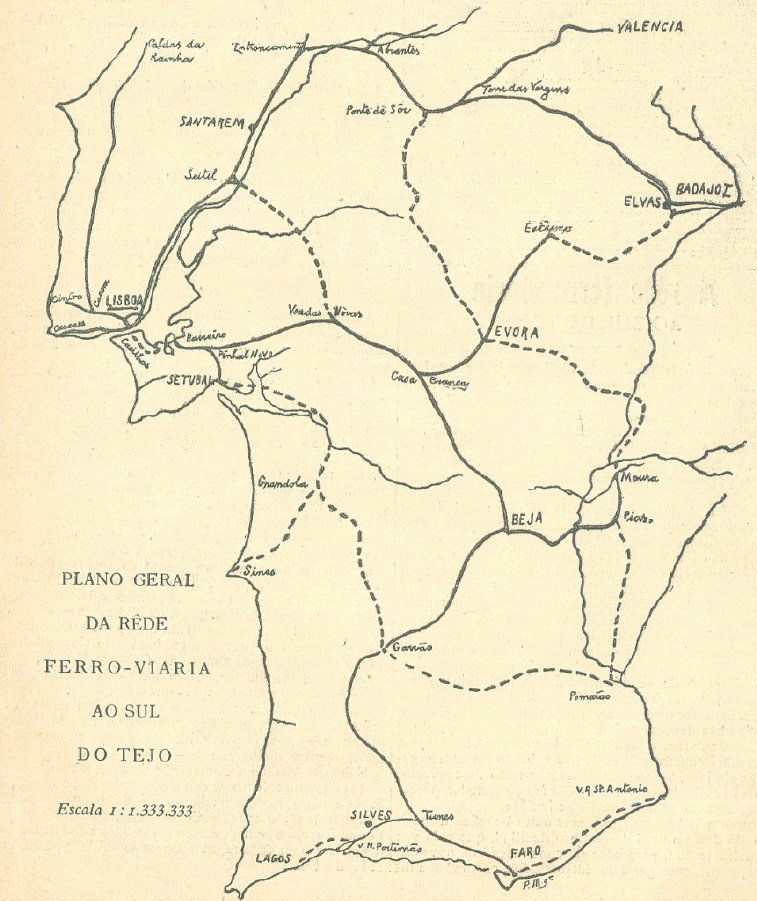
Plano Geral da Rede Ferroviária ao Sul do Tejo, incluindo uma linha de Évora a Ponte de Sor.

### Planeamento
Em 16 de Janeiro de 1899, a Gazeta dos Caminhos de Ferro noticiou que já tinha sido aberto um inquérito administrativo, para a apreciação do público sobre os projectos ferroviários dos Planos das Redes Complementares ao Norte do Mondego e Sul do Tejo; entre os projectos listados, estava a Linha de Evora a Ponte de Sor, de via larga, que ligaria a rede do Sul e Sueste com a Linha do Leste, e daí com as linhas do Norte e da Beira Baixa, e o Ramal de Cáceres. Também estava planeada a Linha do Valle do Sorraia, de via estreita, de Coruche por Mora a Estremoz.
Devido às objecções à passagem do caminho de ferro por Estremoz, tornou-se necessário criar um traçado alternativo, que ligasse as duas linhas, mas que se situasse mais no interior do país; assim, no Plano da Rede Ferroviária ao Sul do Tejo, documento que demarcava oficialmente os projectos ferroviários da região a Sul do Rio Tejo, publicado em 1902, figurava um caminho de ferro, de via larga, denominado de Linha de Ponte de Sor, unindo Ponte de Sor, na Linha do Leste, à Estação de Évora. Esta cidade foi escolhida porque era já, naquela altura, o centro geográfico e económico do Alentejo, e iria ser o ponto de concentração das linhas do Alto Alentejo, estando muito próxima de Casa Branca. Este caminho de ferro, de construção muito mais fácil do que por Estremoz, seria complementar à Linha de Vendas Novas, e supriria a falta de boas vias de comunicação na região do Vale do Sorraia. A construção da Linha foi aprovada pelas corporações, que foram convidadas a estudar o Plano da Rede. No relatório da comissão responsável pelo Plano da Rede, afigurava-se como indispensável a construção de pelo menos uma ligação entre as redes ferroviárias do Sul e do Centro, tendo a Linha de Ponte de Sor sido apontada como a melhor e mais útil das hipóteses apresentadas, embora sem dispensar a construção da Linha de Vendas Novas.
Em 28 de Novembro de 1902, o Estado ordenou que a Direcção dos Caminhos de Ferro do Sul e Sueste principiasse a estudar as linhas que tivessem sido classificadas pelo Plano da Rede, mas que ainda não possuíssem os correspondentes projectos e orçamentos, devendo as Linhas do Sado e de Ponte de Sor ter prioridade na realização dos estudos.
Nos inícios de 1903, uma comissão de agricultores e proprietários de Mora, Évora, Pavia, Cabeção e Arraiolos divulgou uma circular em todas as localidades pela Linha de Ponte de Sor, pedindo que fizessem o possível junto do Estado, para que fosse decretada a construção da Linha; o propósito era criar uma grande associação dos habitantes da região, de forma a obter concessões para os terrenos e outras facilidades, e assim acelerar o processo para o início da construção. Nessa altura, a autarquia de Mora entregou uma representação ao Ministro das Obras Públicas, pedindo a construção da Linha. Em 16 de Março, uma portaria aprovou a realização de obras na Estação de Évora, de forma a ficar ampliada, e também ficar desde logo preparada para a ligação às Linhas do Guadiana e de Ponte de Sor, que nessa altura se previa que entrariam pelo lado Sul da estação. Nesse ano, o Ministro das Obras Públicas, o Conde de Paçô Vieira, apresentou uma proposta de lei para a construção de várias ligações ferroviárias, incluindo a Linha de Ponte de Sor, por troços sucessivos, e com o apoio financeiro do Fundo Especial de Caminhos de Ferro. Em Maio, os estudos desta linha já tinham sido confiados a J. Cecílio da Costa e Napumoceno de Lacerda. Inicialmente, só deveriam ser contempladas as secções de Évora a Arraiolos, desta localidade a Pavia, e de Pavia até à Ribeira da Raia; o troço restante, da Ribeira até Ponte de Sor, só deveria ser analisado após terem sido terminados os estudos das primeiras secções. Em 7 de Maio, foi classificada a Linha do Sorraia, de bitola métrica, que teria um troço em comum com a Linha de Ponte de Sor. Em 1 de Junho, a directriz do traçado entre Évora e Arraiolos já tinha sido produzida pelo engenheiro Justino Teixeira, tendo-se previsto o início dos estudos para poucos dias depois.

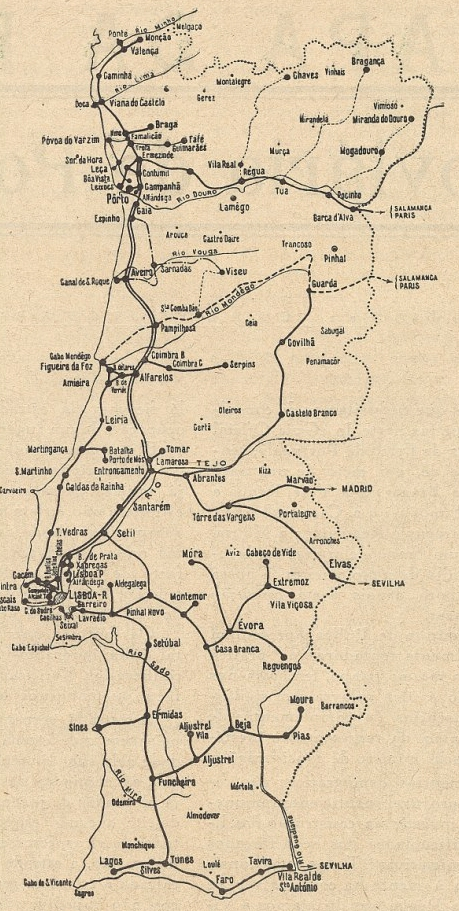
Mapa da rede ferroviária em meados do século XX, incluindo o Ramal de Mora.

### Construção e inauguração

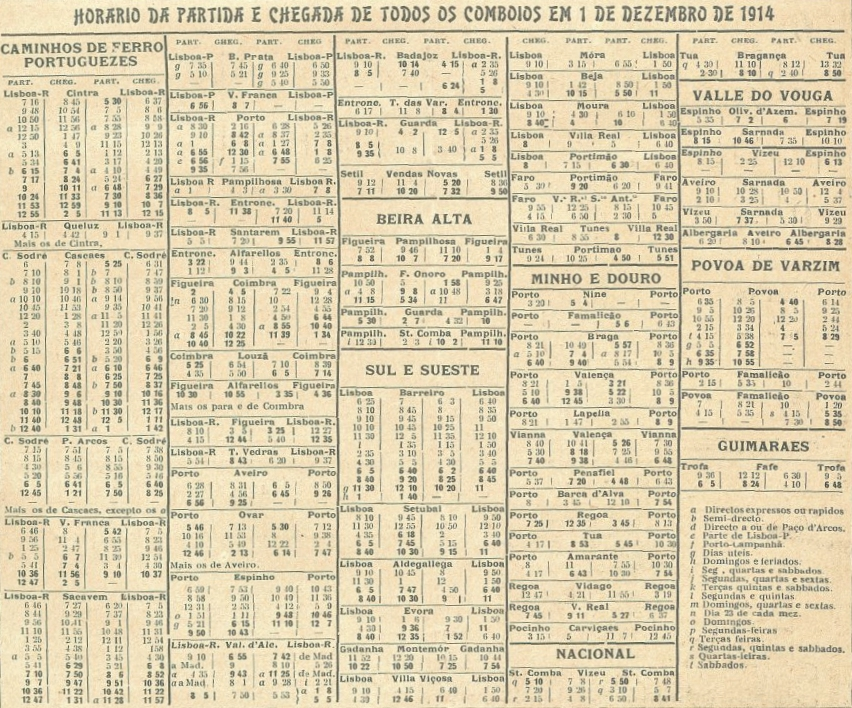
Horários dos comboios em Dezembro de 1914, incluindo os serviços de Lisboa a Móra, como parte da rede do Sul e Sueste.

A construção, financiada pelo Fundo Especial de Caminhos de Ferro, foi autorizada por uma lei de 1 de Julho de 1903 Em Setembro, o troço até Arraiolos já tinha sido estudado, e feitas as expropriações e obras de arte do troço junto à Linha de Évora. Nesse mês, também já tinha sido aprovado o ante-projecto para o primeiro lanço deste caminho de ferro, correspondente ao troço entre Évora e Nossa Senhora da Graça do Divor, com dois apeadeiros e uma estação, totalizando 13.789,70 metros de comprimento; já estava, igualmente, concluído o ante-projecto para o segundo lanço, até um ponto pouco acima de Arraiolos. Em 17 de Setembro, o Governo ordenou a construção de uma ponte sobre o Rio Raia, junto à cidade de Mora, com dois tabuleiros, sendo um para a via ferroviária, e outra para a circulação rodoviária. Nesta altura, previa-se que o comprimento total da Linha, até Ponte de Sor, seria de cerca de 100 km. A construção da linha contou com o apoio das populações locais, caso por exemplo de Arraiolos, onde os habitantes de Arraiolos foram reunidos para estudar os traçados, e escolherem o que mais lhes agradava; o projecto do engenheiro José Cecílio da Costa foi o mais popular, tendo oferecido os terrenos necessários para a construção de cerca de 15 km de via, em Pavia e Cabeção.
O parecer do Conselho Superior de Obras Públicas e Minas sobre o ante-projecto para o primeiro lanço foi publicado em 20 de Agosto, e aprovado pelo Governo em 18 de Agosto, que ordenou a elaboração do projecto definitivo para aquele troço. Em Outubro, o ante-projecto para o segundo lanço também já estava concluído, prevendo-se para breve a publicação dos projectos definitivos para ambos os troços; para os estudos e construção da linha, foi reservado o valor de 80:000$000 réis. No mês seguinte, já tinha sido aprovado o ante-projecto para o primeiro lanço da segunda secção, compreendida entre Arraiolos e um local junto a Pavia; previa-se, igualmente, que as obras começariam logo após a apresentação do projecto definitivo do troço entre Évora e Divor. A construção dos vários troços foi aprovada por portarias de 29 de Março e 22 de Agosto de 1904.
Em 10 de Abril de 1905, os Caminhos de Ferro do Estado marcaram para o dia 1 de Maio o concurso para a execução de terraplanagens e construção de obras de arte, no segundo lanço da primeira secção e no primeiro lanço da segunda secção, correspondentes ao troço entre Nossa Senhora da Graça do Divor e o Vale do Poço. O primeiro troço, até à localidade de Arraiolos, já estava concluído no dia 1 de Abril de 1907, tendo sido inaugurado no dia 21 desse mês. O troço entre Évora e Arraiolos, com cerca de 15 km de comprimento, foi considerado fácil de construir, com terraplanagens pequenas, e poucas obras de arte. Em Agosto desse ano, previa-se que o traçado da linha seria alterado. Em Junho de 1908, a linha já chegava a Pavia, tendo o troço até Mora sido aberto à exploração em 11 de Julho de 1908, evento que foi festivamente comemorado.

### Décadas de 1910 e 1920
Após a implantação da República, a Comissão Paroquial de Montargil e a autarquia da Chamusca enviaram uma representação ao governo provisório, para pedir que a linha até Mora fosse prolongada até ao Entroncamento ou Abrantes, passando pela Chamusca e por outras localidades do concelho. Em 1 de Maio de 1914, a Gazeta dos Caminhos de Ferro noticiou que tinha sido apresentado um projecto no parlamento, no sentido de autorizar o governo a construir o lanço entre Mora e Rui Vaz da linha até Ponte de Sor. Em 1917, devido à falta de carvão, foram temporariamente suspensos vários comboios por todo o país, incluindo no Ramal de Mora.
O Decreto 12:400, de 30 de Setembro de 1926, retirou parte dos fundos reservados para a construção do troço de Mora a Montargil, e transferiu-os para a Linha de Sines, uma vez que este projecto possuía uma maior prioridade. Em 14 de Dezembro de 1926, reuniram-se, no Instituto Comercial de Lisboa, os representantes de várias autarquias, sindicatos agrícolas e outras instituições, para discutir, entre outros projectos ferroviários, a conclusão da Linha de Évora a Ponte de Sor. Em 1927, os Caminhos de Ferro do Estado foram integrados na Companhia dos Caminhos de Ferro Portugueses, que começou a explorar as antigas vias férreas estatais em 11 de Maio desse ano.
No Plano Geral da Rede Ferroviária, publicado pelo Decreto n.º 18:190, de 28 de Março de 1930, foi planeado que a Linha de Mora seria prolongada até Couço, onde se ligaria à Linha do Sorraia, entre Ponte de Sor e Lisboa.

### Décadas de 1930 e 1940
No relatório de 1938 do Fundo Especial de Caminhos de Ferro, registou-se a despesa de 53$07 em obras complementares na Linha de Móra.
Em 1948, a Companhia dos Caminhos de Ferro Portugueses recebeu várias automotoras de fabrico sueco, que colocou ao serviço em diversas linhas no Alentejo, incluindo a de Mora.

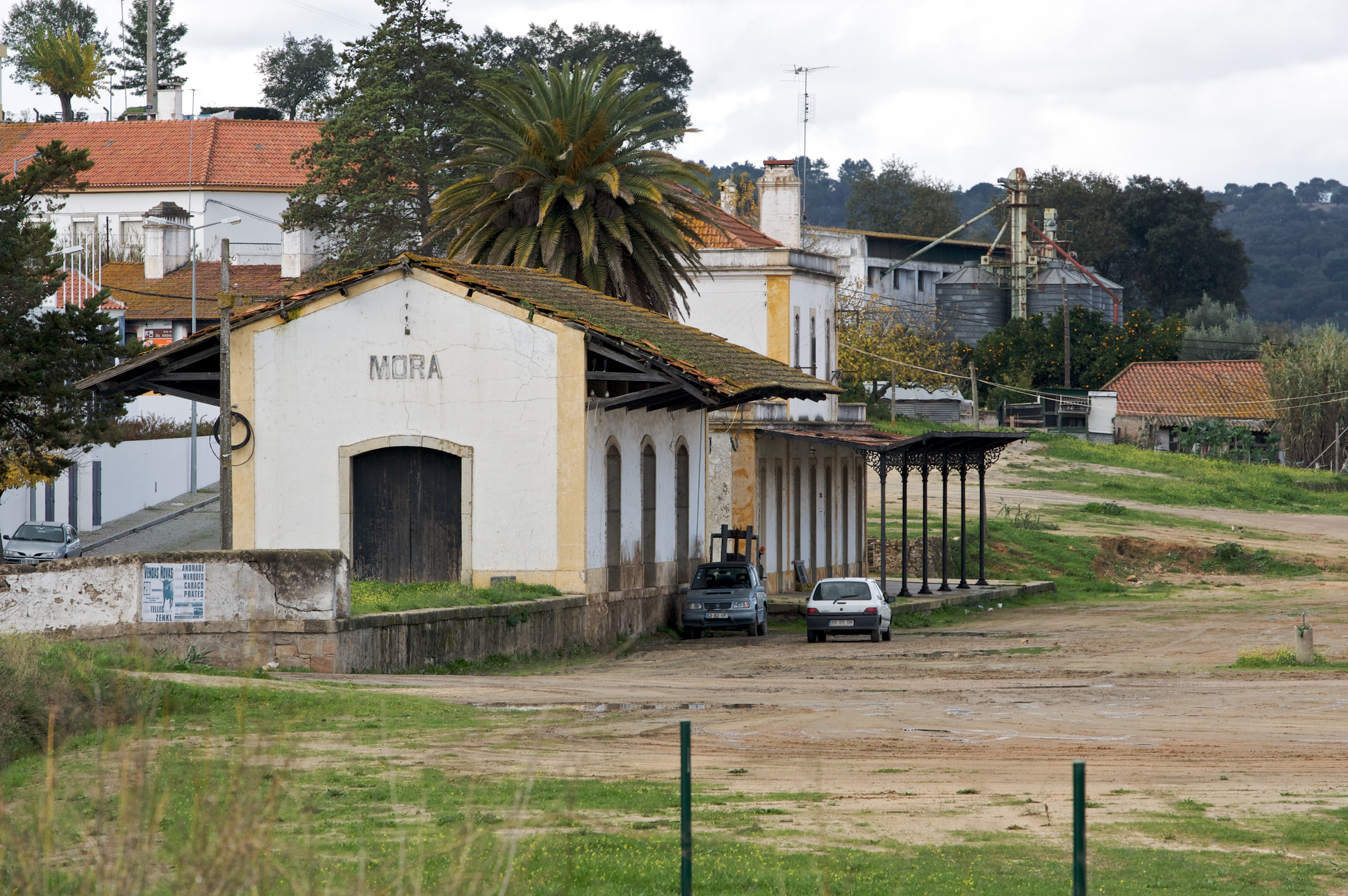
Estação de Mora, em 2009, sem carris.

### Declínio e encerramento
Em 8 de Março de 1950, este ramal passou para um regime de exploração económica.
Em finais de 1970, a operadora Caminhos de Ferro Portugueses já tinha feito uma série de estudos sobre as suas linhas férreas, para descobrir se compensava manter os serviços, recebendo compensações financeiras por parte do Estado; uma das ligações contempladas neste estudo foi o Ramal de Mora.
A escassez de passageiros e de mercadorias foi a razão apontada para o encerramento definitivo da linha em 1990, no seguimento de igual justificação para o encerramento das várias centenas de quilómetros de via-férrea encerrados entre 1987 e 1992. O que é facto é que os horários eram poucos e desajustados, afastando os utentes que foram obrigados a procurar outras alternativas. Poucos anos depois os carris foram removidos.

### Décadas de 2010 e 2020
Em Abril de 2015, estava prevista a adaptação total do antigo traçado do Ramal de Mora a ciclovia, estando apenas concluído o lanço entre Évora e Sempre Noiva, num percurso de cerca de 20 Km.
Em 13 de Outubro de 2023 foi lançado o concurso para a exploração turística dos antigos apeadeiros de Pavia e Cabeção, como parte do programa estatal do Fundo Revive Natureza.

## Leitura recomendada
- CORREIA, Lopes; COUVINHA, António (2007). Mora e o seu concelho. Mora: Câmara Municipal de Mora. 160 páginas
- Arraiolos: Portugal. Arraiolos: Câmara Municipal de Arraiolos. 2007. 48 páginas
- Riscos de um século: memórias da evolução urbana de Évora. Évora: Câmara Municipal de Évora. 2001. 221 páginas. ISBN 972-8509-17-0